# Schlacht um Nadschaf
Die Schlacht um Nadschaf fand während des Irakkrieges im Jahr 2003 statt. Die Stadt wurde zunächst von der 3. US-Infanteriedivision eingekesselt und anschließend von Soldaten der 101. US-Luftlandedivision erobert.

## Umland von Nadschaf
Die Stadt Nadschaf liegt in der Nähe mehrerer wichtiger Autobahnen Richtung Norden, unter anderem nach Bagdad und Kerbela. Im bisherigen Verlauf der Invasion waren mehrere Städte wie z. B. Nasiriya und Samarra einfach umgangen worden. Um aber Angriffe auf ihre Nachschublinien zu verhindern, beschloss die Führung der 3. US-Infanteriedivision nun, Nadschaf zu erobern. Um die Stadt zunächst einzukesseln, sollten zwei strategisch wichtige Brücken im Norden (Bei Al Kifl, Objective Jenkins) und Süden (Bei Abu Sukhayr, Objective Floyd) der Stadt besetzt werden.
Kurz vor dem Beginn des Angriffs kam es in der Region zu einem starken Sandsturm, der den Einsatz von Luftunterstützung verhinderte.

## Hubschrauberangriff
Am 24. März sollten 32 Kampfhubschrauber vom Typ AH-64 Apache des 11th Aviation Regiment gegen gepanzerte Ziele, die der Republikanischen Garde zugeordnet wurden, vorgehen. Die Medina-Division der republikanischen Garde hatte sich in den Außenbezirken Nadschafs eingegraben. Vermutlich wurden die Sammelpunkte der amerikanischen Hubschrauber observiert, denn als sich die Helikopter der Stadt näherten, wurde als Warnsignal kurzzeitig die Stromversorgung der Stadt unterbrochen, anschließend begann starkes Flugabwehrfeuer. Jeder der angreifenden Helikopter wurde vom Abwehrfeuer getroffen, einer überstand sogar einen Direkttreffer einer Panzerabwehrrakete. Der Angriff wurde sofort abgebrochen, die Hubschrauber kehrten zu ihren Landeplätzen zurück.
Ein Hubschrauber wurde auf dem Rückweg abgeschossen und musste in einem Sumpfgebiet notlanden. Die beiden Piloten versuchten zunächst, schwimmend durch einen Kanal zu entkommen. Nach einiger Zeit entschlossen sie sich, den Kanal zu verlassen und über offenes Gelände zu flüchten. Dabei wurden sie von bewaffneten Zivilisten gestellt und gefangen genommen. Sie wurden irakischen Soldaten übergeben und konnten erst Mitte April in Tikrit befreit werden. Die damalige irakische Regierung veröffentlichte Fernsehbilder des abgeschossenen Apache und behauptete, dieser sei von einem Bauern mit einem Jagdgewehr abgeschossen worden. Dies erscheint unter Berücksichtigung des starken Luftabwehrfeuers und der Panzerung des Apaches allerdings unwahrscheinlich. Die Reste des abgestürzten Kampfhubschraubers wurden kurze Zeit später durch zwei amerikanische Boden-Boden-Raketen zerstört, damit den Irakern kein wertvolles technisches Gerät in die Hände fallen konnte.
Der fehlgeschlagene Angriff führte innerhalb der amerikanischen Militärführung zu heftigen Diskussionen. Der Apache sei für Fernkampfangriffe in stark verteidigten Gebieten nicht geeignet. Besser wäre die Nutzung der Kampfhubschrauber für Luftnahunterstützung von vorrückenden Bodentruppen gewesen. Es wurde allerdings auch dahingehend argumentiert, dass der Fehlschlag eher auf schlechte Planung und mangelnde Koordination mit anderen Truppenteilen und der United States Air Force zurückzuführen sei.
Am 26. März wurden die Einheiten der republikanischen Garde erneut von Hubschraubern attackiert. Diesmal war dem Angriff allerdings starkes Artilleriefeuer vorausgegangen, zudem unterstützten Kampfflugzeuge vom Typ F-18 Hornet den Angriff. Außerdem wendeten die Apache-Piloten diesmal eine andere Taktik an. Sie blieben permanent in Bewegung und vermieden den Schwebeflug, in dem sie für die Luftabwehr ein leichtes Ziel darstellten. Bei diesem Angriff konnten mehrere Luftabwehrgeschütze, Radaranlagen, Artilleriegeschütze und Fahrzeuge zerstört werden. Von den amerikanischen Hubschraubern ging keiner verloren.

## Objective Jenkins
Mit der Einnahme der Brücke bei Al Kifl wurde das 1st Brigade Combat Team unter Col. Will Grimsley beauftragt. Dieses war allerdings weitestgehend zwischen Nadschaf und Nasiriya gebunden. Zur Verfügung standen nur noch die Luftabwehrelemente der Brigade, ausgerüstet mit Flugabwehrpanzern vom Typ M6 Linebacker sowie einigen Aufklärungseinheiten. Am 25. März um 2 Uhr morgens näherten sich die Einheiten der Brücke. Hierbei stießen sie auf starken Widerstand von eingegrabenen paramilitärischen Verbänden. Der Angriff geriet ins Stocken und die Amerikaner kamen trotz Artillerieunterstützung nur sehr langsam voran. Gegen 8:30 Uhr trafen angeforderte Verstärkungen ein. Diese übernahmen den Angriff, während die Luftabwehreinheiten den Flankenschutz übernahmen.
Gegen 11 Uhr waren die amerikanischen Einheiten an der Brücke angekommen und begannen mit der Überquerung. Als die ersten drei M1 Abrams Kampfpanzer auf der Brücke waren, zündeten irakische Pioniere Sprengsätze. Diese waren allerdings nicht stark genug, um die Brücke zum Einsturz zu bringen. Allerdings waren nun drei amerikanische Panzer auf der anderen Seite der Brücke eingeschlossen und es war unklar, ob die Brücke noch genug Stabilität für die weiteren Panzerfahrzeuge bot. Erst nachdem der Kommandeur mit seinem eigenen Panzer die Brücke überquerte und diese der Belastung standhielt, konnten auch die übrigen Einheiten die Brücke überqueren. Auf der anderen Brücke kam es kurz darauf zu schweren Kämpfen, die irakischen Truppen setzten Mörser ein und attackierten ohne Rücksicht auf Verluste in Pickups, LKW und sogar requirierten Müllwagen. Die Angriffe dauerten bis zum nächsten Tag an, konnten die Amerikaner aber nicht mehr von ihrem Brückenkopf zurückdrängen.
Erst am 27. März wurden die amerikanischen Einheiten durch weitere Verstärkungen abgelöst, sie standen über 36 Stunden in ununterbrochenen Kämpfen gegen etwa 1200 irakische Paramilitärs. Durch die Einnahme der Brücke war Nadschaf nun von Norden her abgeschnitten.

## Objective Floyd
Am 25. März attackierten Truppen des 7th Cavalry Regiment Objective Floyd im Süden der Stadt. Die Kämpfe fanden während eines Sandsturms statt, die Sichtweite lag unter 25 Meter. Die Amerikaner konnten hier ihren technischen Vorteil ausspielen und nutzen Wärmebildkameras, um die irakischen Einheiten zu bekämpfen. Um 10:43 war die Brücke gesichert und die Amerikaner bezogen Verteidigungsstellungen, um Nadschaf weiter zu isolieren. Im Schutze des Sandsturms wagten mehrere hundert irakische Soldaten einen Angriff auf die Stellungen, konnten aber abgewiesen werden.
Auch die Brücke selbst wurde das Ziel mehrerer Angriffe, die Iraker rammten dabei sogar einen Bradley-Schützenpanzer mit einem Linienbus und fuhren einen Tanklaster zwischen die amerikanischen Positionen. Trotz des Sandsturms konnten die Amerikaner Flugzeuge zum Einsatz bringen, die aus großer Höhe mit GPS-gelenkter Munition in die Kämpfe eingriffen. Dabei konnten unter anderem zwei angreifende T-72 Kampfpanzer zerstört werden.
Im Umfeld der Brücke wurden mehrere amerikanische Panzer aus einem Hinterhalt heraus angegriffen, zwei M1 Abrams wurden dabei getroffen und gerieten in Brand. Schutzeinrichtungen innerhalb der Panzer verhinderten allerdings eine Explosion der Munition, so dass sich die Besatzungen aus ihren Fahrzeugen retten konnten. Zunächst wurde vermutet, dass die Panzer durch gelenkte Raketen russischer Bauart ausgeschaltet worden waren. Im Nachhinein konnten allerdings keine Hinweise darauf gefunden werden, dass der Irak überhaupt Waffen dieser Art besessen hatte. Heute wird davon ausgegangen, dass normale Panzerabwehrraketen (RPGs) auf Schwachstellen in der Panzerung oder Eigenbeschuss die M1 Abrams zerstört haben.

## Einschluss von Nadschaf
In der Nacht vom 26. März begannen die Amerikaner, von Norden her die Verbindung zu den Einheiten bei Objective Floyd herzustellen und so die Stadt einzuschließen. Dies gelang noch in derselben Nacht, so dass das 7th Cavalry Regiment nach 120 Stunden im Einsatz aus den Kämpfen zurückgezogen werden konnte. In der eingeschlossenen Stadt geriet die Situation zunehmend außer Kontrolle. Nach Berichten von Zivilisten zwangen Milizen der Fedajin die Einheiten der Al-Quds-Miliz zum Kampf, andernfalls würden ihre Familien getötet. Örtliche Vorsitzende der Baath-Partei hätten mit der Exekution von Zivilisten begonnen, bis sie während eines Luftangriffs selber ums Leben gekommen seien. Ein gefangen genommener Offizier der irakischen Truppen berichtete, dass von seinen ehemals 1200 Soldaten nur noch etwa 200 übrig wären.
Am 29. März starben vier amerikanische Soldaten bei einem Selbstmordanschlag auf ihren Kontrollpunkt außerhalb der Stadt.

## Eroberung von Nadschaf

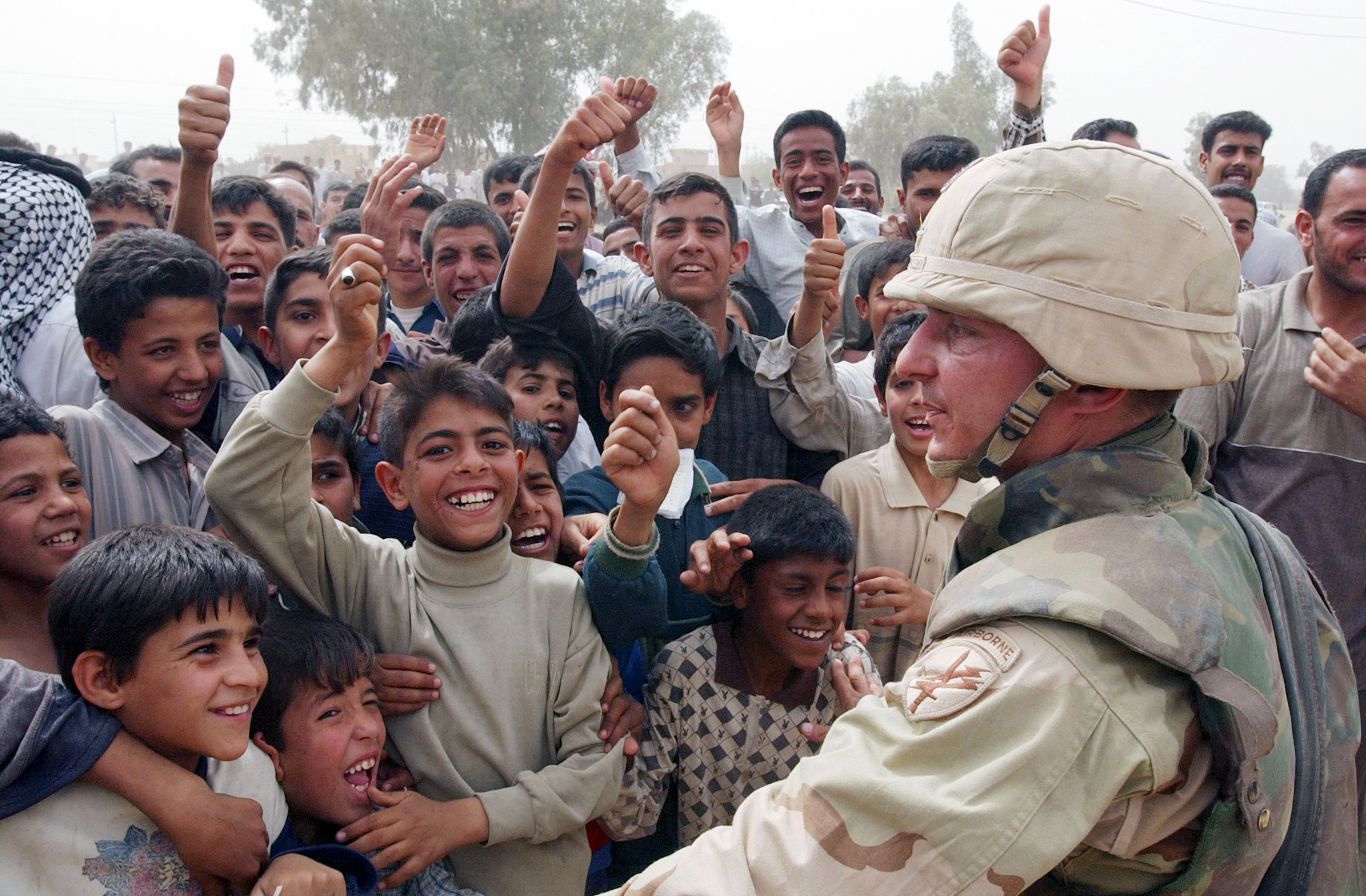
Irakische Zivilisten feiern ihre Befreiung von der Herrschaft von Saddam Hussein

Da es inzwischen im ganzen Irak vermehrt zu Angriffen auf die Versorgungseinheiten der Amerikaner kam, stoppten diese für einige Tage ihren Vormarsch, um das Hinterland zu befrieden und sich für den Angriff auf Bagdad zu sammeln. In dieser Zeit wurde unter anderem Samarra von der 82. US-Luftlandedivision angegriffen. Am 28. März lösten die 101. Luftlandedivision und Teile der 1st Armored Division die 3. Infanteriedivision ab.
Am 29. April begann die 101. Luftlandedivision mit ihren Angriffen im Süden von Nadschaf, unter anderem wurde dabei der Flughafen der Stadt eingenommen. Die Soldaten stießen dabei auf schweren Widerstand und konnten diesen erst mit schwerer Luftunterstützung brechen.
Am 1. April öffneten die Amerikaner einen Fluchtweg aus der Stadt heraus. Die sich zurückziehenden irakischen Einheiten wurden aber auf dieser Straße durch OH-58-Kiowa-Helikopter und von Scharfschützen attackiert. Am selben Tag führten gepanzerte Einheiten einen "Thunder Run" in das Stadtzentrum durch und konnten dabei trotz erheblichen Widerstands einige Erfolge verbuchen.
Am 2. April begann die 101. Luftlandedivision mit ihren Angriffen auf das Stadtzentrum und konnte dabei mehrere Verteidigungsstellungen der Milizen erobern. Seit dem 4. April war die Stadt vollständig unter amerikanischer Kontrolle.